# Sthenias borneanus
Sthenias borneanus är en skalbaggsart som beskrevs av Stefan von Breuning 1982. Sthenias borneanus ingår i släktet Sthenias och familjen långhorningar. Inga underarter finns listade i Catalogue of Life.